# Cheshire Railroad
Die Cheshire Railroad ist eine ehemalige Eisenbahngesellschaft in Massachusetts, New Hampshire und Vermont (Vereinigte Staaten). Sie bestand als eigenständige Gesellschaft von 1844 bis 1890.

## Geschichte
Die Gesellschaft wurde am 27. Dezember 1844 zunächst als Cheshire Railroad of New Hampshire gegründet. Für den in Massachusetts gelegenen Abschnitt gründete man am 13. März 1845 die Winchendon Railroad. Im August 1845 fusionierten die beiden Gesellschaften zu einer neuen Cheshire Railroad. Die Strecke, die als Verlängerung der Fitchburg Railroad (FR) in Richtung Vermont gedacht war, zweigte in South Ashburnham von der Hauptstrecke der Vermont and Massachusetts Railroad ab, die im September 1847 die Verlängerung der FR parallel zur Nordgrenze des Bundesstaats eröffnet hatte. Den etwa 17 Kilometer langen Abschnitt Fitchburg–South Ashburnham pachtete die Cheshire Railroad für eine Mitbenutzung durch ihre Züge. 
1849 wurde die normalspurige Bahnstrecke South Ashburnham–Bellows Falls eröffnet. Sie hatte eine Gesamtlänge von 87 Kilometern.
Von 1872 bis zum 21. April 1877 pachtete die Cheshire Railroad die Ashuelot Railroad, die eine Strecke von Keene nach South Vernon betrieb. Im Juni 1880 pachtete sie die Monadnock Railroad, deren Strecke in Winchendon abzweigte und nordwärts bis nach Peterboro verlief. Am 1. Oktober 1890 erwarb die Fitchburg Railroad die Bahngesellschaft und gliederte die Strecke in ihr Netz ein. Zwei Jahre später kaufte sie auch die Monadnock Railroad. Ab 1900 stand die Strecke unter der Kontrolle der Boston and Maine Railroad, die die FR geleast hatte. 
Heute besteht nur noch der Abschnitt von Cold River nach Bellows Falls und die Gleisverbindung von dort zur ehemaligen Sullivan County Railroad. Im Bahnhof North Walpole beginnen die Museumszüge der Green Mountain Railroad in Richtung Chester. Die übrige Strecke der Cheshire Railroad ist stillgelegt.